# Aloe × puberula
Aloe × puberula là một loài thực vật có hoa lai ghép trong họ Asparagaceae. Loài này được (Schweinf.) A.Berger mô tả khoa học đầu tiên năm 1908.